# Сеничића кућа
Сеничића кућа се налази у селу Печеног, покрај Краљева. Кућа је подигнута у првој половини XIX века. Данас се ова кућа налази под заштитом државе и представља споменик културе од великог значаја.

## Историја
Ова кућа је подигнута на стрмом терену и припада типу развијене полубрвнаре. Састављена је подрума, који је зидан од грубо обрађеног камена и трема-ајата преко кога се улази у саму кућу. Ту су и две собе и оставе (ћилера). Кућа поседује и отворено огњиште, а између соба је зидана пећ са лончићима.

## Радови на реконструкцији
Упркос мањим изменама, током времена, кућа није изгубила основне карактеристике развијене полубрвнаре из прве половине XIX века.